# 第3次佐藤内閣
第3次佐藤内閣（だいさんじさとうないかく）は、佐藤栄作が第63代内閣総理大臣に任命され、1970年（昭和45年）1月14日から1971年（昭和46年）7月5日まで続いた日本の内閣。

## 概要
この第3次佐藤内閣時代のトピックとしては、
1. 日本万国博覧会が大阪府吹田市に於いて、1970年（昭和45年）3月14日～1970年（昭和45年）9月13日の183日間開催されたこと。
2. 赤軍派活動家による日本航空国内線351便（ボーイング727-89型機、愛称「よど号」）ハイジャック事件（いわゆるよど号ハイジャック事件）が発生したこと。
3. 日本国とアメリカ合衆国との間の相互協力及び安全保障条約（日米安保条約）が1970年（昭和45年）6月23日に10年の期限が切れたものの、条約の規定で自動延長となったこと。

が挙げられる。

## 内閣の顔ぶれ・人事
所属政党・出身

  自由民主党   中央省庁

### 国務大臣
| 職名                                | 氏名         | 氏名 | 出身等                        | 特命事項等                                               | 備考                                                   |
| ----------------------------------- | ------------ | ---- | ----------------------------- | -------------------------------------------------------- | ------------------------------------------------------ |
| 内閣総理大臣                        | 佐藤栄作     |      | 衆議院 自由民主党（佐藤派）   |                                                          | 自由民主党総裁                                         |
| 法務大臣                            | 小林武治     |      | 参議院 自由民主党（佐藤派）   |                                                          | 1971年（昭和46年）2月9日免                             |
| 法務大臣                            | 秋田大助     |      | 衆議院 自由民主党（川島派）   |                                                          | 1971年（昭和46年）2月9日任 1971年（昭和46年）2月17日免 |
| 法務大臣                            | 植木庚子郎   |      | 衆議院 自由民主党（佐藤派）   |                                                          | 1971年（昭和46年）2月17日任                            |
| 外務大臣                            | 愛知揆一     |      | 衆議院 自由民主党（佐藤派）   |                                                          | 再任                                                   |
| 大蔵大臣                            | 福田赳夫     |      | 衆議院 自由民主党（福田派）   |                                                          | 再任                                                   |
| 文部大臣                            | 坂田道太     |      | 衆議院 自由民主党（石井派）   |                                                          | 再任                                                   |
| 厚生大臣                            | 内田常雄     |      | 衆議院 自由民主党（前尾派）   |                                                          | 初入閣                                                 |
| 農林大臣                            | 倉石忠雄     |      | 衆議院 自由民主党（福田派）   |                                                          |                                                        |
| 通商産業大臣                        | 宮澤喜一     |      | 衆議院 自由民主党（前尾派）   |                                                          |                                                        |
| 運輸大臣                            | 橋本登美三郎 |      | 衆議院 自由民主党（佐藤派）   |                                                          |                                                        |
| 郵政大臣                            | 井出一太郎   |      | 衆議院 自由民主党（三木派）   |                                                          |                                                        |
| 労働大臣                            | 野原正勝     |      | 衆議院 自由民主党（三木派）   |                                                          | 初入閣                                                 |
| 建設大臣                            | 根本龍太郎   |      | 衆議院 自由民主党（園田派）   | 近畿圏整備長官 中部圏開発整備長官 首都圏整備委員会委員長 |                                                        |
| 自治大臣                            | 秋田大助     |      | 衆議院 自由民主党             |                                                          | 初入閣                                                 |
| 内閣官房長官                        | 保利茂       |      | 衆議院 自由民主党（佐藤派）   |                                                          | 再任                                                   |
| 総理府総務庁長官                    | 山中貞則     |      | 衆議院 自由民主党（中曽根派） |                                                          | 初入閣                                                 |
| 環境庁長官                          | 山中貞則     |      | 衆議院 自由民主党             |                                                          | 1971年（昭和46年）7月1日設置                           |
| 国家公安委員会委員長 行政管理庁長官 | 荒木万寿夫   |      | 衆議院 自由民主党（前尾派）   |                                                          | 再任                                                   |
| 防衛庁長官                          | 中曽根康弘   |      | 衆議院 自由民主党（中曽根派） |                                                          |                                                        |
| 経済企画庁長官                      | 佐藤一郎     |      | 参議院 自由民主党（佐藤派）   |                                                          | 初入閣                                                 |
| 北海道開発庁長官 科学技術庁長官     | 西田信一     |      | 参議院 自由民主党（前尾派）   |                                                          | 初入閣                                                 |

### 内閣官房副長官・内閣法制局長官・総理府総務副長官
| 職名             | 氏名     | 出身等             | 備考                                                             |
| ---------------- | -------- | ------------------ | ---------------------------------------------------------------- |
| 内閣官房副長官   | 木村俊夫 | 衆議院／自由民主党 | 政務担当                                                         |
| 内閣官房副長官   | 石岡実   | 官僚               | 事務担当                                                         |
| 内閣法制局長官   | 高辻正己 | 官僚               |                                                                  |
| 総理府総務副長官 | 湊徹郎   | 衆議院／自由民主党 | 政務担当、1970年（昭和45年）1月20日任                            |
| 総理府総務副長官 | 岩倉規夫 | 官僚               | 事務担当、1970年（昭和45年）1月16日任 1971年（昭和46年）1月8日免 |
| 総理府総務副長官 | 栗山廉平 | 官僚               | 事務担当、1971年（昭和46年）1月8日任                             |

### 政務次官
1970年（昭和45年）1月20日任命。
- 法務政務次官 - 大竹太郎
- 外務政務次官 - 竹内黎一
- 大蔵政務次官 - 中川一郎・藤田正明（参）
- 文部政務次官 - 西岡武夫
- 厚生政務次官 - 橋本龍太郎
- 農林政務次官 - 渡辺美智雄・宮崎正雄（参）
- 通商産業政務次官 - 小宮山重四郎・内田芳郎
- 運輸政務次官 - 山村新治郎
- 郵政政務次官 - 小渕恵三
- 労働政務次官 - 大野明
- 建設政務次官 - 田村良平
- 自治政務次官 - 大石八治
- 行政管理政務次官 - 黒木利克（参）
- 北海道開発政務次官 - 菅野儀作（参）
- 防衛政務次官 - 土屋義彦（参）
- 経済企画政務次官 - 山口シヅエ
- 科学技術政務次官 - 藤本孝雄